# Глюкоцереброзид

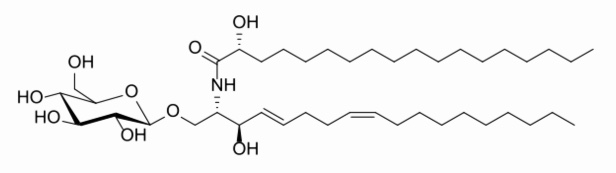
Глюкозилцерамід

Глюкоцереброзид (також відомий як глюкозилцерамід) — представник підкласу цереброзидів. Глюкоцереброзидом може бути будь-який цереброзид, до якого глікозидним зв’язком приєднаний фрагмент глюкози в його полярній головній групі. Накопичення глюкоцереброзидів в тканинах, а також дефект бета-глюкозидази є головними причинами хвороби Гоше.

## Характеристики[2]
Молекулярна формула: C40H75NO9
Молекулярна вага: 713.544 г/моль
Назва за IUPAC: 2-hydroxy-N-[(2S,3R,4E,8E)-3-hydroxy-1-[(2R,3R,4S,5S,6R)-3,4,5-trihydroxy-6-(hydroxymethyl)oxan-2-yl]oxyoctadeca-4,8-dien-2-yl]hexadecanamide

## Клінічне значення
За хвороби Гоше лізосомальний фермент глюкоцереброзидаза не розщеплює глюкоцереброзид до глюкози і цераміду. Уражені макрофаги, які називаються клітинами Гоше, мають виразний вигляд, схожий на «зморшкуватий цигарковий папір» під світловим мікроскопом, оскільки субстрати накопичуються всередині лізосоми.

### Накопичення глюкоцереброзиду[3]
Накопичення глюкоцереброзиду (GC) виникає внаслідок зниження активності лізосомального ферменту глюкоцереброзидази, що призводить до виникнення хвороби Гоше (GD). Вважається, що відносно висока поширеність цього захворювання в етнічній групі відображає вибіркову перевагу. Лікування за допомогою ферментної замісної терапії (ERT) є безпечним та ефективним та дозволяє полегшити первинні симптоми захворювання.

### Побічні ефекти
Однак є повідомлення про те, що у деяких пацієнтів, які отримують ERT, розвинувся діабет 2 типу або метаболічний синдром, злоякісні пухлини та розлади центральної нервової системи. Ряд досліджень на тваринах свідчить про те, що ці ускладнення можуть бути пов’язані зі зниженням рівнів GC під дією введеного ферменту. Показано, що GC має імуномодулюючий ефект через стимуляцію дендритних клітин, природних Т-клітин-кілерів і регуляторних Т-клітин. Розпад GC до цераміду може підкреслити частину цих висновків. Клінічні випробування показали сприятливий ефект GC при діабеті 2 типу або неалкогольному стеатогепатиті.